# Pannenschoppen
Pannenschoppen hieß bis in das 19. Jahrhundert eine Hofschaft in der Stadt Ohligs, die heute ein Stadtteil der bergischen Großstadt Solingen ist.

## Lage und Beschreibung
Pannenschoppen lag als kleine Hofschaft im Westen von Ohligs an einer Stichstraße, der heutigen Wasserstraße. Dort sind noch Reste des einstigen Hofes vorhanden. Nördlich verläuft die Bahnstrecke Düsseldorf–Solingen. Das übrige umgebende Gebiet ist heute ein nahezu geschlossen bebautes Wohnquartier zwischen der Landesstraße 288, der Bonner Straße, im Osten und den östlichen Ausläufern der Ohligser Heide. Benachbarte Ortslagen sind bzw. waren (von Nord nach West): Brabant, Molterkiste, Kalstert, Potzhof, Honigsheide, Dunkelnberg, Hassels, Bauermannsheide, Kovelenberg, Heide und Trotzhilden. 

## Geschichte
Das Gebiet westlich des heutigen Ohligser Stadtteilzentrums war noch am Ende des 19. Jahrhunderts nur locker durch einige Ortslagen und Hofschaften besiedelt, darunter auch Pannenschoppen, das sich westlich der ursprünglichen Hofschaft Ohligs befand. Im Jahre 1715 ist der Ort in der Karte Topographia Ducatus Montani, Blatt Amt Solingen, von Erich Philipp Ploennies noch nicht verzeichnet. Der Ort wurde in den Ortsregistern der  Honschaft Schnittert geführt. Die Topographische Aufnahme der Rheinlande von 1824 sowie die Preußische Uraufnahme von 1844 verzeichnen den Ort unbenannt. Die Topographische Karte des Regierungsbezirks Düsseldorf von 1871 verzeichnet in der Umgebung von Pannenschoppen mehrere unbenannte Orte.
1832 war der Ort Teil der Honschaft Schnittert innerhalb der Bürgermeisterei Merscheid, dort lag er in der Flur II. Kovelenberger Heide. Der nach der Statistik und Topographie des Regierungsbezirks Düsseldorf als Hofstadt kategorisierte Ort besaß zu dieser Zeit zwei Wohnhäuser und zwei landwirtschaftliche Gebäude mit 23 Einwohnern, davon zwölf katholischen und elf evangelischen Bekenntnisses.
Nach Gründung der Mairien und späteren Bürgermeistereien Anfang des 19. Jahrhunderts gehörte Pannenschoppen zur Bürgermeisterei Merscheid, die 1856 zur Stadt erhoben und im Jahre 1891 in Ohligs umbenannt wurde.
Dem war 1867 die Eröffnung eines Bahnhofes auf freiem Feld bei Hüttenhaus vorausgegangen, des Bahnhofes Ohligs-Wald, der heute den Namen Solingen Hauptbahnhof trägt. Die nahegelegene größere Hofschaft Ohligs gewann an Bedeutung und entwickelte sich infolge der Nähe zu dem Bahnhof zu einem der Siedlungszentren in der Stadt Merscheid. Viele umliegende Ortslagen und Hofschaften verloren ihre solitäre Lage und gingen in der sich ausbreitenden geschlossenen gründerzeitlichen Bebauung der Stadt vollständig auf.:113 Pannenschoppen erscheint in der Karte vom Kreise Solingen aus dem Jahr 1875 als einzelne Ortslage und als Pannenschoppe benannt. In der Preußischen Neuaufnahme von 1893 wird der Ort unbenannt verzeichnet.  
Mit der Städtevereinigung zu Groß-Solingen im Jahre 1929 wurde der Ort nach Solingen eingemeindet. Pannenschoppen behielt seine solitäre Lage, die Wasserstraße wurde erst nach dem Zweiten Weltkrieg angelegt und locker bebaut. Der Ortsname verschwand jedoch Ende des 19. Jahrhunderts aus den Kartenwerken und wurde im Stadtplan oder in topographischen Karten teilweise durch Honigsheide und Dunkelnberg ersetzt. Heute ist er nicht mehr gebräuchlich.